# 通山昭治
通山 昭治（とおりやま しょうじ、1956年 - ）は、日本の公法学者。専門は中国法。中央大学法学部教授。現代中国司法制度と中国国家システムの基本問題の研究で知られる。指導教官は 針生誠吉。

## 略歴
1976年、東京都立九段高等学校卒業。1980年、東京都立大学法学部法律学科卒業。1987年、東京都立大学大学院社会科学研究科基礎法学単位取得満期退学。1989年、中国北京連合大学経済管理学院研究員留学。
1992年、九州国際大学法経学部助教授。1997年、同大学法学部教授。2006年、九州国際大学社会文化研究所所長就任。2013年、中央大学法学部教授。

## 著書
- 『憲法の二十一世紀展開』（共）松本昌悦他　明石書店、1998年。
- 『現代中国司法制度史研究 1957年-1959年』（単）　明石書店、2000年。
- 『21世紀社会の安定化条件』（共）清水憲一他　九州大学出版会、2001年。
- 『現代中国法講義 第3版』（共）西村幸次郎他　法律文化社、2008年。
- 『グローバル化のなかの現代中国法 第2版』（共）西村幸次郎他　成文堂、2009年。

## 論文
researchmap 通山昭治 論文参照